# Silent Siren
A Silent Siren (サイレント・サイレン, ’Néma sziréna’) japán pop-rock együttest 2010 nyarán alapított Josida Szumire gitáros, Umemura Hinako dobos, Jamaucsi Aina basszusgitáros és Szamukava Ajana billentyűs. A zenekar nevét gyakran Szaiszaiként (サイサイ) rövidítik.
Bemutatkozó középlemezük 2012. február 8-án jelent meg Szaiszai címmel a Brand-New Music kiadó jóvoltából. A korong a 179. helyezést érte el a japán Oricon heti eladási listáján. A lemez All Right („Ima” vo kakeru) (All Right～“今”を駆ける～) című száma az Agestock 2011 elnevezésű rendezvény hivatalos buzdítódala, illetve a BS11 televíziócsatorna Honban zen at hikaesicu sorozatának 2012 április zárófőcím-dala volt. Második középlemezük 2012. július 4-én jelent meg Love siru néven. Szamukava 2012. július 31-én kilépett az együttesből, helyére Kuroszaka Jukako állt.
2012 áprilisa óta műsorvezetőként szerepelnek a Nack5 Strobe Night!, az FM Fuji Music Spice+ és a Juscli Silent Siren no Go Silent Go! rádióműsorokban.

## Az együttes tagjai
- Josida Szumire (吉田菫; Hepburn: Sumire Yoshida?) – vezető vokál, gitár
1992. december 28-án született Fukusima prefektúrában. Vércsoportja: 0, testmagassága: 161 cm. Beceneve: Szuu (すぅ?).
Egy tokiói középiskolai osztálykirándulása alatt figyelt fel rá a Cutie magazin egyik munkatársa.[5] A magazinban olvasói modellként dolgozott.
2009-ben jelentkezett az első alkalommal megrendezett Gravure Japan szépségversenyre, ahol a meghallgatásokon tovább jutott, ám végül semmilyen díjat sem nyert.
Két nővére és egy tíz évvel idősebb bátyja van.
- Umemura Hinako (梅村妃奈子; Hepburn: Hinako Umemura?) – dobok
1991. március 13-án született Tokióban. Vércsoportja: A, testmagassága: 163 cm. Beceneve: Hinacsu (すぅ?).
A Csúó Egyetemen tanul. 2011-ben nevezett a iskolája szépségversenyre, melyet meg is nyert.[6]
Ajanával együtt 2009 és 2010 között tagja volt a Fukava „Rocketman” Rjó által létrehozott Cosmetics nevű együttesnek.
Jó barátságban van Szuzuki Rinával a Scandal dobosával, akivel egy interjú alkalmával ismerkedett meg.[7]
Egy öccse és egy húga van.
- Jamaucsi Aina (山内あいな; Hepburn: Aina Jamauchi?) – basszusgitár
1988. július 3-án született Kanagava prefektúrában. Vércsoportja: A, testmagassága: 156 cm. Beceneve: Ainjan (あいにゃん?).
Az együttes legidősebb tagja.
Az Oberlin Egyetemen tanult. 2008-ban elnyerte az iskolája szépségversenyének nagydíját.[8]
Modellkedett a Mina című magazinban.
A conocoto nevű cég Ainee néven dobta piacra Jamaucsi első ruhakollekcióját.
Egy öccse és egy húga van. Húga, Ami a Kirinpro tehetségkutatónál dolgozik tarentóként.[9]

Korábbi tagok
- Szamukava Ajana (寒川綾奈; Hepburn: Ayana Samukawa?) – billentyűs hangszerek
1988. október 20-án született Vakajama prefektúrában. Vércsoportja: A, testmagassága: 167 cm. Beceneve: Jana (やな?).
Az Aojama Gakuin Egyetemen tanult jogi karon.[10] Modellkedett a Cutie és a Vivi magazinokban.
Umemurával együtt 2009 és 2010 között tagja volt a Fukava „Rocketman” Rjó által létrehozott Cosmetics nevű együttesnek.
Szerepelt a Suppin College (2009, BS Fuji), a Dokumo TV (2010, Tokyo MX) és a Sikamo!! (2011, NTV) című televíziós műsorokban.
Egy húga van.[11]
2012. július 31-én kilépett az együttesből.[4]

## Diszkográfia

### Kislemezek
| #           | Megjelenés          | Cím               | Formátum              | Katalógusszám                                                      | Oricon    |           |
| Dreamusic   | Dreamusic           | Dreamusic         | Dreamusic             | Dreamusic                                                          | Dreamusic | Dreamusic |
| ----------- | ------------------- | ----------------- | --------------------- | ------------------------------------------------------------------ | --------- | --------- |
| 1.          | 2012. november 14.  | Sweet Pop!        | CD                    | MUCD–5209                                                          | 23.       |           |
| 2.          | 2013. február 20.   | stella            | CD                    | MUCD–5214                                                          | 19.       |           |
| 3.          | 2013. augusztus 14. | Beans             | CD                    | MUCD–5227 (korlátozott példányszámú első nyomott-kiadás)           | 10.       |           |
| 3.          | 2013. augusztus 14. | Beans             | CD                    | MUCD–5228 (korlátozott példányszámú Hinacsu-kiadás)                | 10.       |           |
| 3.          | 2013. augusztus 14. | Beans             | CD                    | MUCD–5229 (korlátozott példányszámú Ainjan-kiadás)                 | 10.       |           |
| 3.          | 2013. augusztus 14. | Beans             | CD                    | MUCD–5230 (korlátozott példányszámú Jukarun-kiadás)                | 10.       |           |
| 3.          | 2013. augusztus 14. | Beans             | CD                    | MUCD–5231 (normál kiadás)                                          | 10.       |           |
| 4.          | 2013. október 30.   | I×U               | CD                    | MUCD–5237 (korlátozott példányszámú első nyomott-kiadás)           | 9.        |           |
| 4.          | 2013. október 30.   | I×U               | CD                    | MUCD–5238 (korlátozott példányszámú Hinacsu-kiadás)                | 9.        |           |
| 4.          | 2013. október 30.   | I×U               | CD                    | MUCD–5239 (korlátozott példányszámú Ainjan-kiadás)                 | 9.        |           |
| 4.          | 2013. október 30.   | I×U               | CD                    | MUCD–5240 (korlátozott példányszámú Jukarun-kiadás)                | 9.        |           |
| 4.          | 2013. október 30.   | I×U               | CD                    | MUCD–5241 (normál kiadás)                                          | 9.        |           |
| 5.          | 2014. június 18.    | Lucky Girl        | CD                    | MUCD–5260 (korlátozott példányszámú első nyomott-kiadás)           | 6.        |           |
| 5.          | 2014. június 18.    | Lucky Girl        | CD                    | MUCD–5261 (korlátozott példányszámú Hinacsu-kiadás)                | 6.        |           |
| 5.          | 2014. június 18.    | Lucky Girl        | CD                    | MUCD–5262 (korlátozott példányszámú Ainjan-kiadás)                 | 6.        |           |
| 5.          | 2014. június 18.    | Lucky Girl        | CD                    | MUCD–5263 (korlátozott példányszámú Jukarun-kiadás)                | 6.        |           |
| 5.          | 2014. június 18.    | Lucky Girl        | CD                    | MUCD–5264 (normál kiadás)                                          | 6.        |           |
| 6.          | 2014. augusztus 13. | Bang! Bang! Bang! | CD                    | MUCD–5274 (korlátozott példányszámú első nyomott-kiadás)           | 10.       |           |
| 6.          | 2014. augusztus 13. | Bang! Bang! Bang! | CD                    | MUCD–5275 (korlátozott példányszámú Hinacsu-kiadás)                | 10.       |           |
| 6.          | 2014. augusztus 13. | Bang! Bang! Bang! | CD                    | MUCD–5276 (korlátozott példányszámú Ainjan-kiadás)                 | 10.       |           |
| 6.          | 2014. augusztus 13. | Bang! Bang! Bang! | CD                    | MUCD–5277 (korlátozott példányszámú Jukarun-kiadás)                | 10.       |           |
| 6.          | 2014. augusztus 13. | Bang! Bang! Bang! | CD                    | MUCD–5278 (normál kiadás)                                          | 10.       |           |
| 7.          | 2014. december 3.   | Koi juki          | CD+DVD                | MUCD–9077/8 (korlátozott példányszámú A-kiadás)                    | 10.       |           |
| 7.          | 2014. december 3.   | Koi juki          | 2CD                   | MUCD–5282/3 (korlátozott példányszámú B-kiadás)                    | 10.       |           |
| 7.          | 2014. december 3.   | Koi juki          | CD                    | MUCD–5284 (korlátozott példányszámú C-kiadás)                      | 10.       |           |
| 7.          | 2014. december 3.   | Koi juki          | CD                    | MUCD–5285 (normál kiadás)                                          | 10.       |           |
| 8.          | 2015. január 14.    | Kakumei           | CD                    | MUCD–5292 (korlátozott példányszámú teljes gyártási kiadás)        | 8.        |           |
| 9.          | 2015. június 10.    | Hapimari          | CD+DVD                | MUCD–9081/2 (korlátozott példányszámú A-kiadás)                    | 8.        |           |
| 9.          | 2015. június 10.    | Hapimari          | CD+kiskönyv           | MUCD–5301 (korlátozott példányszámú B-kiadás)                      | 8.        |           |
| 9.          | 2015. június 10.    | Hapimari          | CD                    | MUCD–5302 (normál kiadás)                                          | 8.        |           |
| 10.         | 2015. augusztus 5.  | Hacsigacu no joru | CD+DVD                | MUCD–9083/4 (korlátozott példányszámú A-kiadás)                    | 8.        |           |
| 10.         | 2015. augusztus 5.  | Hacsigacu no joru | CD+kiskönyv           | MUCD–5303 (korlátozott példányszámú B-kiadás)                      | 8.        |           |
| 10.         | 2015. augusztus 5.  | Hacsigacu no joru | CD                    | MUCD–5304 (normál kiadás)                                          | 8.        |           |
| 11.         | 2015. október 4.    | alarm             | CD+DVD                | MUCD–9093/4 (korlátozott példányszámú első nyomott-kiadás)         | 5.        |           |
| 11.         | 2015. október 4.    | alarm             | CD                    | MUCD–5317 (normál A-kiadás)                                        | 5.        |           |
| 11.         | 2015. október 4.    | alarm             | CD                    | MUCD–5318 (normál B-kiadás)                                        | 5.        |           |
| EMI Records |                     |                   |                       |                                                                    |           |           |
| 12.         | 2017. március 1.    | Fudzsijama Disco  | CD+DVD                | UPCH–89317 (korlátozott példányszámú első nyomott A-kiadás)        | 5.        |           |
| 12.         | 2017. március 1.    | Fudzsijama Disco  | CD+DVD                | UPCH–89320 (korlátozott példányszámú első nyomott B-kiadás)        | 5.        |           |
| 12.         | 2017. március 1.    | Fudzsijama Disco  | CD                    | UPCH–80458 (normál kiadás)                                         | 5.        |           |
| 12.         | 2017. március 1.    | Fudzsijama Disco  | CD+DVD+Visual Book    | PDCN–5905 (korlátozott példányszámú rajongói klub-exkluzív kiadás) | 5.        |           |
| 13.         | 2017. május 24.     | Akane/Ava ava     | CD+DVD                | UPCH–89329 (korlátozott példányszámú első nyomott A-kiadás)        | 8.        |           |
| 13.         | 2017. május 24.     | Akane/Ava ava     | CD+DVD                | UPCH–89330 (korlátozott példányszámú első nyomott B-kiadás)        | 8.        |           |
| 13.         | 2017. május 24.     | Akane/Ava ava     | CD                    | UPCH–80468 (normál kiadás)                                         | 8.        |           |
| 13.         | 2017. május 24.     | Akane/Ava ava     | CD+DVD+ajándéktárgyak | PDCN–5906 (korlátozott példányszámú rajongói klub-exkluzív kiadás) | 8.        |           |
| 14.         | 2017. október 11.   | Just Meet         | CD+DVD                | UPCH-89363 (korlátozott példányszámú első nyomott A-kiadás)        | 6.        |           |
| 14.         | 2017. október 11.   | Just Meet         | CD+DVD                | UPCH-89364 (korlátozott példányszámú első nyomott B-kiadás)        | 6.        |           |
| 14.         | 2017. október 11.   | Just Meet         | CD                    | UPCH-80484 (normál kiadás)                                         | 6.        |           |
| 14.         | 2017. október 11.   | Just Meet         | CD+DVD+ajándéktárgyak | PDCN-5907 (korlátozott példányszámú rajongói klub-exkluzív kiadás) | 6.        |           |
| 15          | 2018. július 11.    | 19 Summer Note    | CD+DVD                | UPCH-89377 (elsőnyomott kiadás)                                    | 14.       |           |
| 15          | 2018. július 11.    | 19 Summer Note    | CD                    | UPCH-80494 (normál kiadás)                                         | 14.       |           |
| 15          | 2018. július 11.    | 19 Summer Note    | CD+DVD+ajándéktárgyak | PDCN-5908 (korlátozott példányszámú rajongói klub-exkluzív kiadás) | 14.       |           |
| 16          | 2018. november 14.  | Go Way!           | CD+DVD                | UPCH-89397 (elsőnyomott kiadás)                                    | 12.       |           |
| 16          | 2018. november 14.  | Go Way!           | CD                    | UPCH-89398 (normál kiadás)                                         | 12.       |           |
| 16          | 2018. november 14.  | Go Way!           | CD+DVD+ajándéktárgyak | PDCN-5910 (korlátozott példányszámú rajongói klub-exkluzív kiadás) | 12.       |           |

### Digitális kislemezek
| Megjelenés        | Cím                 | Formátum           | Terjesztés módja                           | Album                  |
| ----------------- | ------------------- | ------------------ | ------------------------------------------ | ---------------------- |
| 2012. október 12. | want CHU♡           | Digitális letöltés | a Cutie magazin 2012 novemberi lapszámában | Start→                 |
| 2015. december 2. | Vakamono kotoba     | Digitális letöltés | megvásárolható a digitális zeneáruházakban | Silent Siren Selection |
| 2018. március 19. | Tenkaippin no Theme | Digitális letöltés |                                            |                        |

### Középlemezek
| #         | Megjelenés       | Cím       | Formátum  | Katalógusszám | Oricon    |           |
| Dreamusic | Dreamusic        | Dreamusic | Dreamusic | Dreamusic     | Dreamusic | Dreamusic |
| --------- | ---------------- | --------- | --------- | ------------- | --------- | --------- |
| 1.        | 2012. február 8. | Szaiszai  | CD        | BNSS–0001     | 179.      |           |
| 2.        | 2012. július 4.  | Love siru | CD        | BNSS–0002     | 193.      |           |

### Nagylemezek
| #           | Megjelenés         | Cím          | Formátum              | Katalógusszám                                                      | Oricon    |           |
| Dreamusic   | Dreamusic          | Dreamusic    | Dreamusic             | Dreamusic                                                          | Dreamusic | Dreamusic |
| ----------- | ------------------ | ------------ | --------------------- | ------------------------------------------------------------------ | --------- | --------- |
| 1.          | 2013. április 10.  | Start→       | CD+DVD                | MUCD–8038/9 (korlátozott példányszámú első nyomott-kiadás)         | 16.       |           |
| 1.          | 2013. április 10.  | Start→       | CD                    | MUCD–1279 (normál kiadás)                                          | 16.       |           |
| 2.          | 2014. február 12.  | 31Wonderland | CD+DVD                | MUCD–8055/6 (korlátozott példányszámú első nyomott-kiadás)         | 4.        |           |
| 2.          | 2014. február 12.  | 31Wonderland | CD                    | MUCD–1293 (normál kiadás)                                          | 4.        |           |
| 3.          | 2015. február 25.  | Silent Siren | CD+DVD                | MUCD–8061/2 (korlátozott példányszámú első nyomott-kiadás)         | 7.        |           |
| 3.          | 2015. február 25.  | Silent Siren | CD                    | MUCD–1314 (normál kiadás)                                          | 7.        |           |
| 4.          | 2016. március 2.   | S            | CD+DVD                | MUCD–8070/1 (korlátozott példányszámú első nyomott-kiadás)         | 3.        |           |
| 4.          | 2016. március 2.   | S            | CD                    | MUCD–1344 (normál kiadás)                                          | 3.        |           |
| EMI Records |                    |              |                       |                                                                    |           |           |
| 5.          | 2017. december 27. | Girls Power  | CD+DVD                | UPCH-29277 (korlátozott példányszámú első nyomott A-kiadás)        | 6.        |           |
| 5.          | 2017. december 27. | Girls Power  | CD                    | UPCH-20477 (normál kiadás)                                         | 6.        |           |
| 5.          | 2017. december 27. | Girls Power  | CD+DVD+ajándéktárgyak | PDCN-1914 (korlátozott példányszámú rajongói klub-exkluzív kiadás) | 6.        |           |

### Válogatásalbumok
| #         | Megjelenés       | Cím                    | Formátum  | Katalógusszám                                              | Oricon    |           |
| Dreamusic | Dreamusic        | Dreamusic              | Dreamusic | Dreamusic                                                  | Dreamusic | Dreamusic |
| --------- | ---------------- | ---------------------- | --------- | ---------------------------------------------------------- | --------- | --------- |
| 1.        | 2017. március 1. | Silent Siren Selection | 2CD+DVD   | MUCD–8094/6 (korlátozott példányszámú első nyomott-kiadás) | 9.        |           |
| 1.        | 2017. március 1. | Silent Siren Selection | 2CD       | MUCD–1373/4 (normál kiadás)                                | 9.        |           |

### Koncertalbumok
| #           | Megjelenés         | Cím | Formátum                                                         | Katalógusszám | Oricon            |           |
| Dreamusic   | Dreamusic          | Dreamusic | Dreamusic                                                        | Dreamusic     | Dreamusic         | Dreamusic |
| ----------- | ------------------ | --- | ---------------------------------------------------------------- | ------------- | ----------------- | --------- |
| 1.          | 2014. március 12.  | Silent Siren Music Clips I | DVD                                                              | MUBD–1051     | 27.               |           |
| 1.          | 2014. március 12.  | Silent Siren Music Clips I | Blu-ray                                                          | MUXD–1011     | 32.               |           |
| 2.          | 2014. március 12.  | Silent Siren Live Tour 2013 fuju: Szaiszai isszaiszai konoszai aszobi ni kicsainaszai at Zepp DiverCity Tokyo (Silent Siren Live Tour 2013冬〜サイサイ1歳祭 この際遊びに来ちゃいなサイ!〜@Zepp DiverCity TOKYO) | DVD                                                              | MUBD–1049     | 19.               |           |
| 2.          | 2014. március 12.  | Silent Siren Live Tour 2013 fuju: Szaiszai isszaiszai konoszai aszobi ni kicsainaszai at Zepp DiverCity Tokyo (Silent Siren Live Tour 2013冬〜サイサイ1歳祭 この際遊びに来ちゃいなサイ!〜@Zepp DiverCity TOKYO) | Blu-ray                                                          | MUXD–1009     | 19.               |           |
| 3.          | 2015. április 22.  | Silent Siren Live Tour 2014→2015 fuju: Budókan e Go! Siren Go! at Budókan (Silent Siren Live Tour 2014→2015冬 ～武道館へ GO! サイレン GO!～＠武道館)                                                            | DVD                                                              | MUBD–1059/60  | 7.                |           |
| 3.          | 2015. április 22.  | Silent Siren Live Tour 2014→2015 fuju: Budókan e Go! Siren Go! at Budókan (Silent Siren Live Tour 2014→2015冬 ～武道館へ GO! サイレン GO!～＠武道館)                                                            | Blu-ray                                                          | MUXD–1014     | 3.                |           |
| 4.          | 2015. december 9.  | Szaiszai terebi! Ocsa no muszume Szaiszai – Vatasitacsi Girls Band deszu ga… (サイサイてれび! おちゃの娘サイサイ~私たちガールズバンドですが…)                                                                   | DVD                                                              | MUBD–1061     | –                 |           |
| 5.          | 2016. április 13.  | Silent Siren 2015 nenmacu Special Live: Kakugo to csószen (Silent Siren 2015 年末スペシャルライブ 「覚悟と挑戦」)                                                                                               | DVD                                                              | MUBD–1070     | 9.                |           |
| 5.          | 2016. április 13.  | Silent Siren 2015 nenmacu Special Live: Kakugo to csószen (Silent Siren 2015 年末スペシャルライブ 「覚悟と挑戦」)                                                                                               | Blu-ray                                                          | MUXD–1015     | 9.                |           |
| 6.          | 2016. december 21. | Silent Siren Live Tour 2016 S no tame ni S vo nerae! Szosite szubete ga S ni naru (Silent Siren LIVE TOUR 2016 Sのために Sをねらえ！そしてすべてがSになる@横浜アリーナ)                                         | DVD                                                              | MUBD–1076     | 34.               |           |
| 6.          | 2016. december 21. | Silent Siren Live Tour 2016 S no tame ni S vo nerae! Szosite szubete ga S ni naru (Silent Siren LIVE TOUR 2016 Sのために Sをねらえ！そしてすべてがSになる@横浜アリーナ)                                         | Blu-ray                                                          | MUXD–1016     | 74.               |           |
| EMI Records |                    | |                                                                  |               |                   |           |
| 7.          | 2018. március 7.   | 5th Anniversary Silent Siren Live Tour 2017: „Sin szekai” Nippon Budókan – Kiszeki (5th ANNIVERSARY SILENT SIREN LIVE TOUR 2017「新世界」日本武道館 ～奇跡～)                                                   | DVD                                                              | UPBH-29066    | –                 |           |
| 7.          | 2018. március 7.   | 5th Anniversary Silent Siren Live Tour 2017: „Sin szekai” Nippon Budókan – Kiszeki (5th ANNIVERSARY SILENT SIREN LIVE TOUR 2017「新世界」日本武道館 ～奇跡～)                                                   | Blu-ray                                                          | UPXH-29017    | –                 |           |
| 7.          | 2018. március 7.   | 5th Anniversary Silent Siren Live Tour 2017: „Sin szekai” Nippon Budókan – Kiszeki (5th ANNIVERSARY SILENT SIREN LIVE TOUR 2017「新世界」日本武道館 ～奇跡～)                                                   | DVD (korlátozott példányszámú rajongói klub-exkluzív kiadás)     | PDBN-1905     | –                 |           |
| 7.          | 2018. március 7.   | 5th Anniversary Silent Siren Live Tour 2017: „Sin szekai” Nippon Budókan – Kiszeki (5th ANNIVERSARY SILENT SIREN LIVE TOUR 2017「新世界」日本武道館 ～奇跡～)                                                   | Blu-ray (korlátozott példányszámú rajongói klub-exkluzív kiadás) | PDXN-1905     | –                 |           |
| 8.          | 2018. október 17.  | Tenkaippin presents Silent Siren Live Tour: Girls Will Be Bears Tour at Tojoszu Pit (天下一品 presents SILENT SIREN LIVE TOUR 2018 ～"Girls will be Bears" TOUR～ @豊洲PIT)                                     | DVD                                                              | UPBH-29077    | 4. (BD), 3. (DVD) |           |
| 8.          | 2018. október 17.  | Tenkaippin presents Silent Siren Live Tour: Girls Will Be Bears Tour at Tojoszu Pit (天下一品 presents SILENT SIREN LIVE TOUR 2018 ～"Girls will be Bears" TOUR～ @豊洲PIT)                                     | Blu-ray                                                          | UPXH-29027    | 4. (BD), 3. (DVD) |           |
| 8.          | 2018. október 17.  | Tenkaippin presents Silent Siren Live Tour: Girls Will Be Bears Tour at Tojoszu Pit (天下一品 presents SILENT SIREN LIVE TOUR 2018 ～"Girls will be Bears" TOUR～ @豊洲PIT)                                     | DVD (korlátozott példányszámú rajongói klub-exkluzív kiadás)     | PDBN-1907     | 4. (BD), 3. (DVD) |           |
| 8.          | 2018. október 17.  | Tenkaippin presents Silent Siren Live Tour: Girls Will Be Bears Tour at Tojoszu Pit (天下一品 presents SILENT SIREN LIVE TOUR 2018 ～"Girls will be Bears" TOUR～ @豊洲PIT)                                     | Blu-ray (korlátozott példányszámú rajongói klub-exkluzív kiadás) | PDXN-1907     | 4. (BD), 3. (DVD) |           |

### Közreműködések
| Album                                | Megjelenés (kiadó)                             | Formátum | Katalógusszám | Dal                           |
| ------------------------------------ | ---------------------------------------------- | -------- | ------------- | ----------------------------- |
| Lovely Kiss 2                        | 2013. július 10. (King Records)                | CD       | KICS–1920     | Sweet Pop!                    |
| A-Rock Nation: Nanase Aikawa Tribute | 2014. december 3. (avex trax)                  | CD       | AVCD–93054    | Jumemiru sódzso dzsa irarenai |
| Aoha Ride: Music Ride                | 2014. december 10. (Epic Records Japan)        | CD       | ESCL–4321     | Lucky Girl                    |
| re-spect                             | 2016. január 27. (Tokuma Japan Communications) | CD       | TKCA–74324    | Linda Linda                   |

## Turnék

### Önálló fellépések
| Időpont              | Koncert neve | Helyszín                            |
| -------------------- | --- | ----------------------------------- |
| 2011. szeptember 19. | Silent Siren One Man Free Live | Sibuja www                          |
| 2012. február 12.    | Silent Siren × teena Collab Event 1st Album Release kinen Event                                                                                        | Takadanobaba ESP Gakuen Honkan Hall |
| 2012. május 27.      | Silent Siren × teena Collab Event dai 2-dan: Szai Szai macuri                                                                                          | Takadanobaba ESP Gakuen Honkan Hall |
| 2012. szeptember 13. | Silent Siren Special Live: Szai Szai, ato ni-kagecu de Major Debut                                                                                     | Shibuya Duo Music Exchange          |
| 2012. október 14.    | Silent Siren × teena Collab Event dai 3-dan: Szai Szai-szai 2012 aki — ato icsi-kagecu de Major Debut                                                  | Takadanobaba ESP Gakuen Honkan Hall |
| 2012. december 24.   | Szai Szai-szai 2012 fuju 1-bu: Konja va Silent Night, Szai Szai Santa ga jattekuru 2-bu: 2012-nen kansa-szai koredakara Band va vame ran nee — jo Live | Haradzsuku Astro Hall               |
| 2012. december 28.   | Szai Szai-szai 2012: Nenmacu Special Happy Birth Szuu Day! Otona no kaidan nobori ma Szuu                                                              | Hacudai The Doors                   |
| 2013. szeptember 20. | Akasaka Blitz 5th Anniversary — Silent Siren: Szai Szai-szai 2013 aki                                                                                  | Akasaka Blitz                       |
| 2013. december 25.   | Silent Siren kjó va Christmas! Szai Szai va mada Chicken Rice de ii ja                                                                                 | Ebiszu Liquid Room                  |
| 2014. július 31.     | Silent Siren Live in Hong Kong | Music Zone (Hongkong)               |
| 2014. december 25.   | Silent Siren Live in X’mas: St. Pink Night | Ebiszu Liquid Room                  |
| 2015. szeptember 19. | Silent Siren Live in Jakarta | Upper Room (Indonézia)              |